# Darmstadt Ludwigsbahnhof

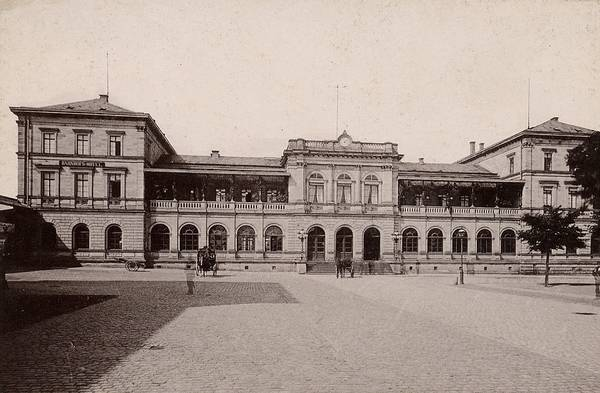
Ludwigsbahnhof in Darmstadt (1875–1912)

Der Ludwigsbahnhof in Darmstadt war ein Kopfbahnhof und diente der Hessischen Ludwigsbahn als Endpunkt ihrer beiden von Darmstadt ausgehenden Streckenäste der Rhein-Main-Bahn nach Mainz und Aschaffenburg, sowie der Riedbahn nach Worms und der Odenwaldbahn.

## Topografie
Der Bahnhof der Ludwigsbahn befand sich östlich des Main-Neckar-Bahnhofs an der Nordseite des heutigen Steubenplatzes. Der Main-Neckar-Bahnhof dagegen war ein Durchgangsbahnhof. Die Fronten der Empfangsgebäude lagen rechtwinklig zueinander.

## Geschichte

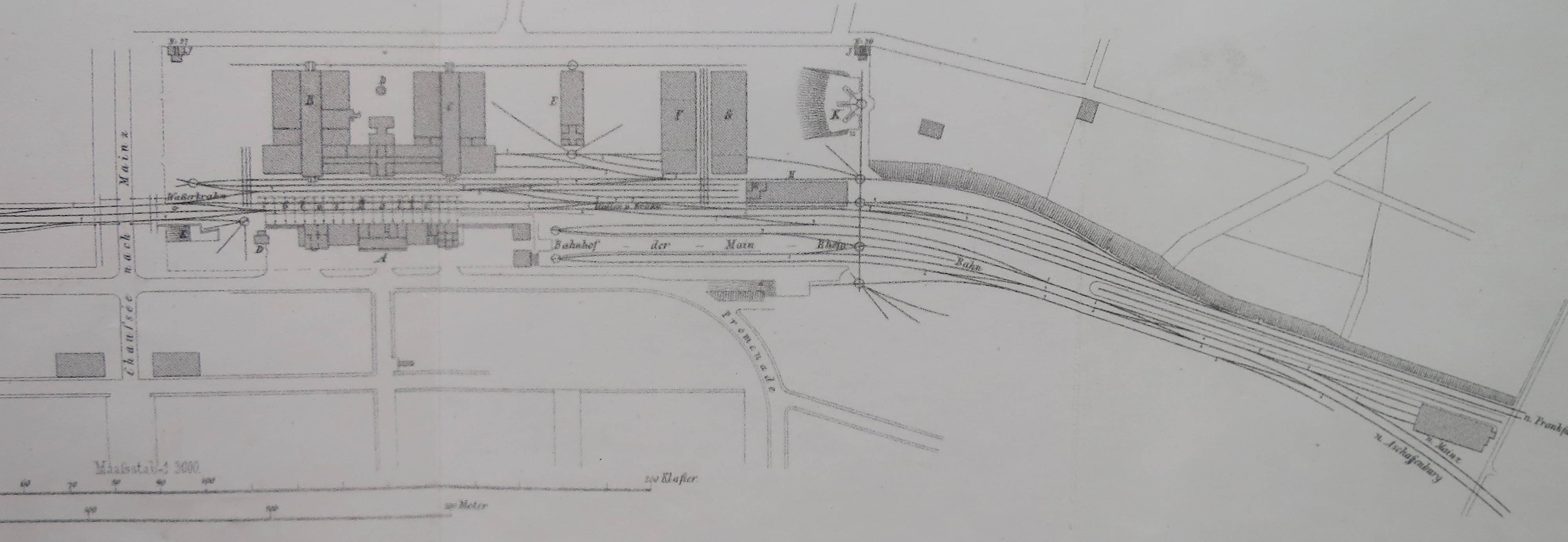
Gleisplan des Main-Neckar-Bahnhofs 1870. Unten die vier Gleise, die von der Hessischen Ludwigsbahn für die Rhein-Main-Bahn genutzt wurden.

Die Rhein-Main-Bahn wurde 1858 eröffnet und nutzte in Darmstadt zunächst vier Gleise im nordöstlichen Bereich des Main-Neckar-Bahnhofs und das Empfangsgebäude der Main-Neckar-Eisenbahn-Gesellschaft. Erst 1873 bis 1875 wurde wegen des anwachsenden Verkehrs hier das erste eigene Empfangsgebäude im Stil der Neorenaissance nach einem Entwurf von Philipp Johann Berdellé errichtet. Es wurde am 15. Oktober 1875 eröffnet. Da er einer der wichtigsten Bahnhöfe der Ludwigsbahn war und der Haupt- und Residenzstadt des Großherzogtums Hessen diente, war er besonders repräsentativ ausgestattet. Mit dem Übergang der HLB an die Preußisch-Hessische Eisenbahngemeinschaft kam der Bahnhof in die Verwaltung der Königlich Preußischen und Großherzoglich Hessischen Eisenbahndirektion Mainz.
1899 bestand im Ludwigsbahnhof eine Telegrafenmeisterei, die nun in „Telegraphenmeisterei I“ umbenannt und durch eine „Telegraphenmeisterei II“ ergänzt wurde. Insgesamt gab es damals innerhalb des Direktionsbezirks Mainz noch zwei weitere Telegrafenämter in Mainz und ein ebenfalls neu eingerichtetes im Bahnhof Bingerbrück.
Anfang des 20. Jahrhunderts konnten sowohl der Ludwigsbahnhof als auch der Main-Neckar-Bahnhof dem wachsenden Verkehr nicht mehr gerecht werden. Auch lagen sie zu nah am Stadtkern, um erweitert werden zu können. Deshalb wurden sie 1912 durch den neuen Hauptbahnhof Darmstadt ersetzt. Dieser lag etwa 800 Meter weiter westlich und zum Zeitpunkt des Baus noch außerhalb der Stadt. Für den Güterverkehr wurde der Bahnhof am 27. April 1912 geschlossen. Am 1. Mai 1912 wurde auch der größte Teil des Personenverkehrs auf den neuen Hauptbahnhof verlegt. Ausgenommen war zunächst noch der Verkehr der Odenwaldbahn einschließlich des Verkehrs nach Groß-Zimmern, weil einige Bauarbeiten im Zusammenhang mit dem neuen Hauptbahnhof nicht rechtzeitig abgeschlossen werden konnten. Erst ab dem 15. Mai 1912 wurden auch diese Verbindungen in den neuen Hauptbahnhof eingeführt und der alte Bahnhof geschlossen.
Die Bahnsteigüberdachung des Ludwigsbahnhofs wurde nach dem Ersten Weltkrieg abgebaut und in den Bahnhöfen Buchschlag-Sprendlingen und Langen zweitverwendet, wo sie heute als letzter erhaltener baulicher Rest des ehemaligen Ludwigsbahnhofs noch zu sehen sind. Es sind Kulturdenkmäler nach dem Hessischen Denkmalschutzgesetz. In Langen wird die Dachkonstruktion von den Stützen der Bahnsteighalle der Main-Neckar-Bahn getragen.
Während des Ersten Weltkriegs wurde das Empfangsgebäude als Unterkunft des Mitte 1917 aufgelösten II. Ersatzbataillons des hessischen Infanterieregiments Nr. 115 genutzt. In den Jahren zwischen den beiden Weltkriegen diente es verschiedenen städtischen Dienststellen als Amtsgebäude. Nach der Zerstörung durch den alliierten Luftangriff auf Darmstadt im Zweiten Weltkrieg wurde die Ruine 1955 abgerissen.